# Рольф Соя
Рольф Соя (нім. Rolf Soja) *23 квітня 1947 — †09 жовтня 2018 — німецький композитор, аранжувальник і продюсер. Найбільший успіх мав з іспанським жіночим дуетом «Баккара», учасницями якого у 1977—1981 роках були Майте Матеос (*07.02.1951)  та Марія Мендіола (* 04.04.1952 - 11.09.2021). Світовий хіт «Yes sir, I can boogie» («Так, пане, я танцюю бугі»,1977) вийшов з-під його пера та розійшовся по світу тиражем 16 мільйонів копій. До відомих хітів гурту «Баккара» також належать «Sorry I'm a Lady» («Шкода, але я - леді»,1977), «Cara Mia» («Моя мила»,1977), «Parlez-Vous Francais» («Чи розмовляєте французькою?») - представлялася на конкурсі «Євробачення» у 1978 році від Люксембургу та посіла 7 місце), «The devil sent you to Loredo» («Прислав тебе чорт до Лоредо»,1979). Рольфу Соя та автору текстів Франку Досталю (1945—2017) належать всі успіхи у чартах дуету «Баккара».
Крім «Баккари», Рольф Соя працював з Наною Мускурі, Мірей Матьє, Хільдегард Кнеф, Gitte, Waterloo & Robinson, Айрін Шеєр, Клодом Франсуа, Майте Матеос (лід-вокалісткою Баккари). Рольф Соя також працював з Хайно, Джонні Хіллом, Тоні Святом і Клаусом Гофманом.
Рольф Соя також написав музику до фільмів і двічі представляв свої пісні на конкурсі «Євробачення» (1978 і 1986), а також на Всесвітньому фестивалі пісні в Токіо (1977).
У 2008 році Рольф Соя і Франк Досталь після 25-річної перерви працювали з ведучою вокалісткою «Баккари» Майте Матеос та її новою партнеркою по дуету Паломою Бланко (колишня учасниця гурту «La Década Prodigiosa»). Результатом цієї співпраці став альбом дуету «Баккара» «Satin … In Black & White», випущений наприкінці червня 2008 року.
Існує чимало кавер-версій пісень Рольфа Соя. «Yes sir, I can boogie» переспівано приблизно 50 разів, в тому числі Джеймсом Ластом, Софі Елліс-Бекстор та багатьма іншими відомими артистами. З 1982 року і до кінця життя Рольф Соя з родиною проживав у Канаді.